# Mörttjärnen (Malungs socken, Dalarna, 674473-139989)
Mörttjärnen är en sjö i Malung-Sälens kommun i Dalarna och ingår i Dalälvens huvudavrinningsområde.